# Saint-Aubin-le-Cloud
Saint-Aubin-le-Cloud é uma comuna francesa na região administrativa da Nova Aquitânia, no departamento de Deux-Sèvres. Estende-se por uma área de 41,83 km². Em 2010 a comuna tinha 1 858 habitantes (densidade: 44,4 hab./km²).